# Schaapsvel
Schaapsvel is een sprookje uit Vlaams Brabant.

## Het verhaal
Jan is alleen bezig met drinken en plezier maken en zijn vader is niet tevreden. Jan vraagt om duizend frank en wil de wijde wereld in. Hij geniet een tijdje, maar dan is zijn geld op. Hij zoekt naar werk, maar wordt steeds afgewezen. Bij een kasteel wordt hij door een dame aangenomen. Hij moet zorgen voor drie zwarte paarden en terwijl zij eten, moet hij een wit paard bovenhands afranselen. De dame laat het kasteel zien en ze komen bij een grote trap. De dame vertelt dat Jan overal komen mag, behalve in de kamer naast de trap. De meesteres gaat voor drie dagen op reis en Jan wil naar de verboden kamer. Hij ziet niks bijzonders en pakt een bos sleutels van de kast. De kast is leeg, maar hij raakt met zijn haren de bovenkant van het deurgat. Jan besluit het witte paard kermis te laten vieren en het paard vertelt dan dat hij in de spiegel kijken moet. Jan ziet dat zijn haren van goud zijn geworden en hij gaat snel terug naar het witte paard.
Het witte paard vertelt dat Jan bij een tovenares gekomen is, het paard was vroeger een koningsdochter. Door Jan is de betovering verbroken en ze kan zichzelf op elk moment weer terug veranderen, maar ze wil de tovenares eerst verslaan. Jan moet de roskam, de borstel en de hamer nemen en een schaapsvel over zijn gouden haren doen. Ze rijdt met Jan weg en ontvluchten het grondgebied van de heks. In enkele seconden zijn ze erg ver, maar de heks achtervolgt hen. Jan moet de borstel gooien en die verandert in een grote zee, maar toch komt de heks al snel achter hen aan. Dan gooit Jan de hamer en die verandert in een hoge berg, wat de heks even ophoudt. Ze volgt al snel en Jan gooit de roskam en die verandert in een donker braambos. Het witte paard kan net op tijd met Hans over de grens ontsnappen en de heks vliegt op haar toverpaard naar huis.
Het paard zegt Jan naar het kasteel terug te keren met een mes, de heks zal vermoeid zijn en slapen in haar zetel. Hij moet haar doden door het hart te doorboorden en daarna moet hij naar de drie zwarte paarden gaan. Het zijn betoverde koningszonen en onder de voorpoten zit een deksteen. Als die wordt opgetild, is de betovering verbroken. De koningsdochter wil naar haar ouders en bedankt Jan, als hij hulp nodig heeft hoeft hij maar aan haar en het witte paard te denken. Schaapsvel gaat naar het kasteel, hij verslaat de heks en bevrijdt de prinsen. Zij geven hem veel geld en Jan besluit naar Spanje te gaan om de koning op te zoeken. Na tien of twaalf weken komt hij in de hoofdstad en biedt zich aan als hovenier. De koning heeft drie dochters en op hun verjaardag wordt een feest gevierd.
De hovenier vraagt Jan om een bloemruiker en hij denkt aan het witte paard en hij krijgt een prachtig boeket. Jan mag dit echter niet aan de prinses geven, de hovenier doet dit. Op de verjaardag van de tweede prinses wil de hovenier opnieuw een boeket en Jan krijgt dit weer van het witte paard. Opnieuw mag Jan het geschenk niet overhandigen en als de derde prinses jarig is, wil hij alleen een boeket wensen als hij het zelf geven mag. Prinses Anna is ongetrouwd en het boeket glinstert als goud en diamant. De prinses maakt indruk, ondanks zijn schaapsvel.
Op een dag vergeet Jan het schaapsvel en Anna houdt nu nog meer van hem, maar de koning wil niet dat ze trouwen. Hij wil dat ze net als haar zusters met een prins trouwt, maar geeft na een tijdje toch toe. Hij geeft een oud vervallen kasteel en geen jaarwedde. Jan en zijn vrouw zijn erg gelukkig en het witte paard helpt altijd. Spanje raakt in oorlog met Rusland en de echtgenoten van de zusters van Anna moeten als bevelvoerder mee. Jan blijft thuis en mag zelfs niet als eenvoudige soldaat meevechten. Hij roept het witte paard en vraagt om een leger kurassiers. Hij komt bij het kamp van zijn vluchtende schoonbroeders en hij verslaat de russen.
De koning is blij met het nieuws en wil weten wie de redder is. Met zijn gouden haren gaat hij naar het kasteel en krijgt eerbewijzen. Dan roept Jan het witte paard en toont zijn ware uiterlijk. De koning kust zijn schoonzoon en hij wordt oppergeneraal in het leger en ook de opvolger van de koning. Er wordt acht dagen lang feest gevierd. Na enkele jaren wordt Schaapsvel koning en zijn vrouw koningin en als ze niet dood zijn, leven ze nog.

## Achtergronden
- Het gooien van drie voorwerpen komt ook voor in De waternimf.
- IJzeren Hans heeft veel overeenkomsten, hierin krijgt een jongen ook gouden haren en hij verbergt ze met een hoedje. Ook hij wordt tuinjongen bij het kasteel en plukt bloemen voor de prinses. Hij mag zich niet wassen en wint als Hinkepint de strijd tegen de vijand.
- Zie ook Berenpels.
- De drie feesten komen ook voor in De ware bruid, Assepoester en Bontepels.
- De verboden deur komt voor in Het kind van Maria, Blauwbaard, Jan de tovenaar, Vleerken vogel en Bontepels.
- Vergelijk De draak met de zeven koppen uit Turkije.